# Jankowice (powiat radomski)
Jankowice – wieś w Polsce położona w województwie mazowieckim, w powiecie radomskim, w gminie Jedlińsk. Ma status sołectwa.
Prywatna wieś szlachecka, położona była w drugiej połowie XVI wieku w powiecie radomskim województwa sandomierskiego. W latach 1975–1998 miejscowość należała administracyjnie do województwa radomskiego.
Wieś jest siedzibą rzymskokatolickiej parafii św. Mikołaja. Kościół parafialny z XVIII wieku nosi wezwanie św. Mikołaja biskupa.
W Jankowicach urodził się biskup krakowski, Karol Skórkowski.

## Pozostałe informacje
26 czerwca 2005 roku w Jankowicach odbył się I zjazd mieszkańców miejscowości w Polsce o tej samej nazwie: Jankowice.  
W spotkaniu udział wzięli przedstawiciele ośmiu miejscowości: Jankowic k/Jarosławia, Jankowic k/ Krakowa, Jankowic /k Poznania, Jankowic /k Pszczyny, Jankowic k/ Raciborza, Jankowic /k Rybnika, Jankowic k/ Szydłowca oraz gospodarze.